# مارگانتسه (ترگوویشته)
مارگانتسه (به صربی: Margance) یک منطقهٔ مسکونی در صربستان است که در ترگوویشته واقع شده‌است. مارگانتسه ۳۸ نفر جمعیت دارد.